# 50251 Iorg
50251 Iorg è un asteroide della fascia principale. Scoperto nel 2000, presenta un'orbita caratterizzata da un semiasse maggiore pari a 2,7652918 UA e da un'eccentricità di 0,1327191, inclinata di 2,86914° rispetto all'eclittica.